# 海氷

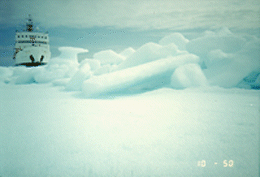
板状軟氷（若い一年氷）の間を運航する砕氷船

海氷（かいひょう、英語: sea ice）とは、海水が凍結したものである。海水は塩分を含むため融点は-1.8℃ほどである。定着氷 (fast ice) は海氷が沿岸にそって凍り沖へ広がったもので、流氷 (pack ice) とは、凍結・密集し岸から離れて漂流する海氷、もしくはそれらが岸へ漂着したものを言う。氷盤 (ice floe) とは、浮かんでいる海氷の塊で最大径が10 kmより小さいものを指し、それより大きな氷盤は氷原 (ice field) と呼ばれる。
海氷は、棚氷や氷河が分離した塊の氷山と混同されることがあるが、厳密にはそれとは異なるものである。

## 海氷の形成

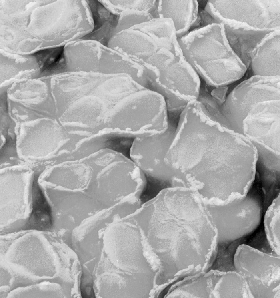
はす葉氷（波によって晶氷が圧縮密集した海氷）。一枚は典型的なもので幅1 - 3 m。

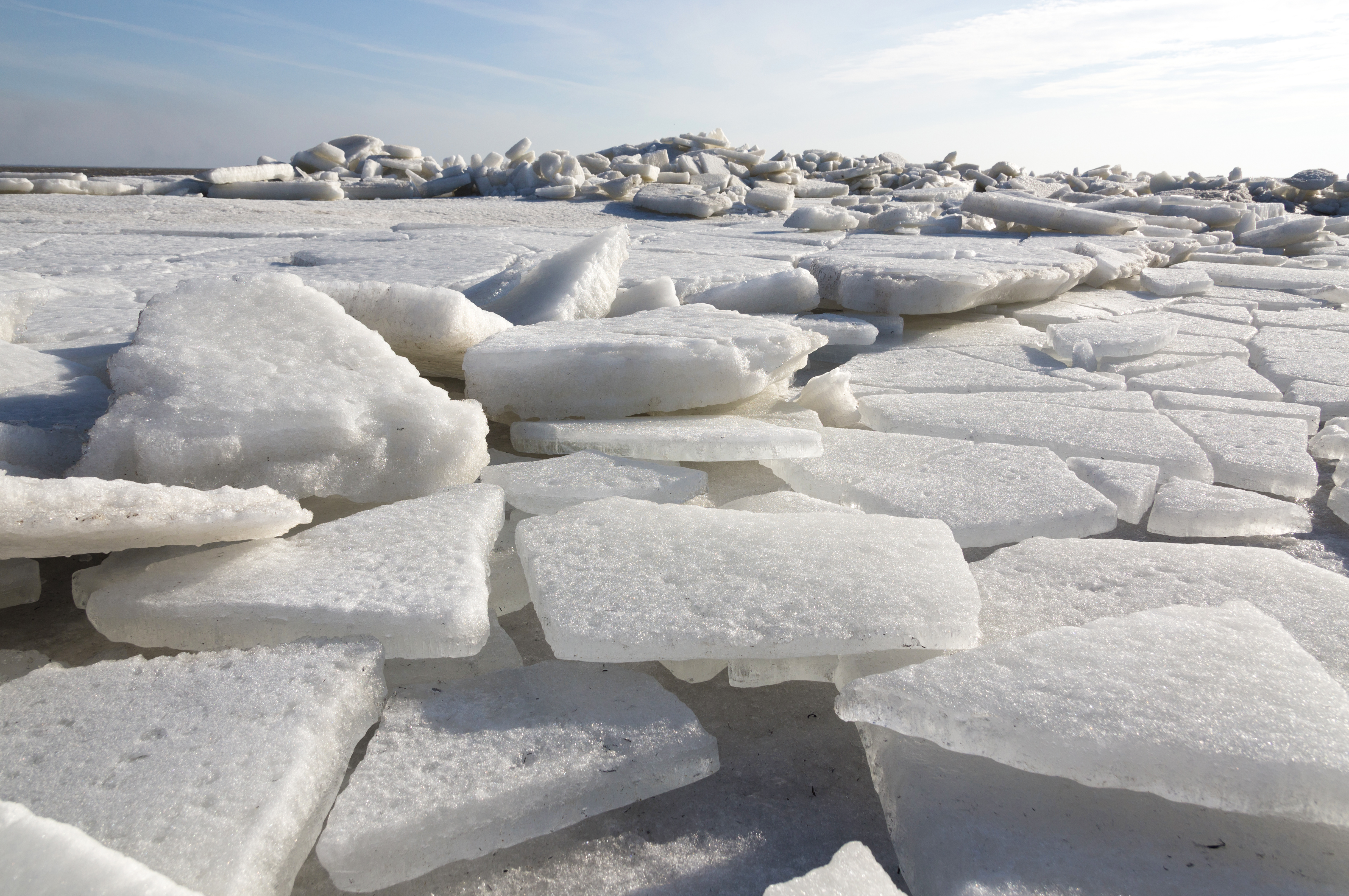
海氷

海氷は、海表面のごく表層が氷点下まで冷却され、冷却によって上層から深度100-150 mにある密度躍層（密度が急増する層）まで対流が起こることで形成される。
凪いだ海面の表層で形成される最初の氷（晶氷）は、直径が2-3 mm以下の微小な円盤状の形で、ばらばらの結晶がスープのように表層を漂っている。それぞれの円い板状の粒子はC軸（結晶の主軸）が垂直で水平方向に成長する。ある時点までこの円盤状の形は不安定で、それぞれの結晶は六角形の星型で脆弱な枝を伸ばして成長する（針状結晶）。これらの結晶もC軸が垂直である。樹状の枝は非常にもろくて壊れやすく、円盤状と樹状の結晶の混合した状態となる。水面のわずかな乱れで、これらの破片は不定形な形の微細な結晶に破壊され、密度を増しながら表層水を浮遊する。これはグリースアイスと呼ばれる。
静穏な状態では結晶はすぐに凍結して集合し、連続した薄い氷の膜となる。この初期の段階はまだ氷は透明であり、ニラスと呼ばれる。数cmの厚さまでは透明であるが（暗いニラス）、成長して厚くなるにつれてニラスは灰色に、更に白くなってゆく（明るいニラス）。一度ニラスが形成されると、成長パターンは全く異なったものになり、水分子の凍結が氷の層の下部にまで進んでゆく。これが凍結成長と呼ばれるプロセスで、一年氷が形成され、ひと冬で1.5-2 mまで成長する（板状軟氷）。
荒れた海では、海洋が冷却され熱が大気に奪われることで新しい海氷が形成される。海洋の最表層が氷点よりやや低い温度まで過冷却されると晶氷が形成される。晶氷が増えるにつれて氷は海表面の粘度を増し、グリースアイスになる。晶氷の形成は過冷却ではなく降雪で始まることもある。
これらの氷の粒子は波と風によって大きな板状に密集し、直径数mのはす葉氷を形成する。これらは海洋表層を漂ううちに互いに衝突し縁がめくれ上がっている。そしてはす葉氷の板は圧縮されて一つの氷の塊になり凍結密氷域を形成する。
海氷は、氷の形成や集合時に海水に含まれる塩分が排出されるので、それ自体ほぼ淡水である。その結果形成される高塩分で高密度の水（ブライン）が海洋の大循環に重要な影響を与えている。

## 流氷
流氷は地球の両極海域で作られ、冬季に拡大し、春から秋の初めにかけて融解して分布域は後退する。例年、北半球では3月に最大、9月に最小、南半球ではその逆になる。世界中の海氷の多くは、北極海と南極周縁の海域で形成されるが、南極の海氷は非常に季節的で、南部でも夏は非常に少なく、冬は大きく拡大し南極の周囲をほぼ完全に覆ってしまう。したがって、ほとんどの南極の海氷は厚さ1 m程度の薄い一年氷である。北極海の場合は南極と全く違い（南極が海に囲まれているのと反対に）陸に囲まれているため、季節的な変化はずっと小さい。そのため北極の海氷の多くはより厚い多年氷で、多くの場所で厚さ3 - 4m、場所によっては20mに達する。しかし、近年では8-9月を中心に海氷面積が激減したことに伴い、多年氷の面積も激減し、厚さも薄くなっている。
このように、冬季の両極の海氷量は同程度であるが、夏季の融解量はその環境の違いで変り、気温だけでなく、日照時間や海流、風の影響も受けやすい。寒冷な南極点は大陸上にあり、海氷はその大陸の縁辺に分布するため、海氷は南極海を循環している。
なお、流氷はバルト海やオホーツク海、セントローレンス湾、ハドソン湾、ベーリング海などでも見られる。これらの流氷は、一年氷であり、冬季から春季にのみ見られる。

## 流氷の広がり

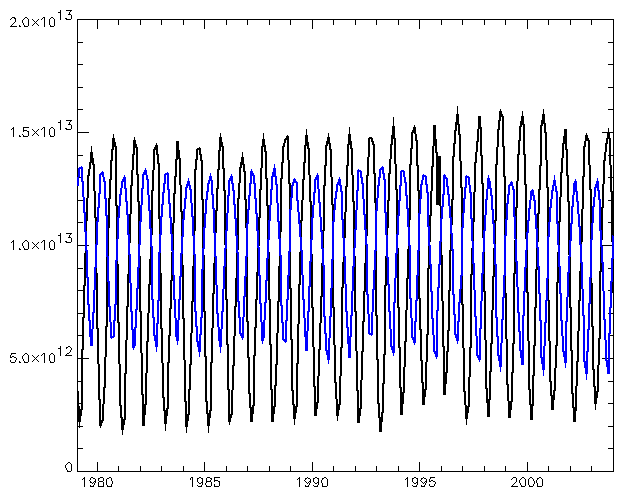
1979 - 2003年の年両極の年サイクルを示すグラフ。青が北半球、黒が南半球。

海氷の分布は、1970年代後半からの衛星時代になって衛星シーサット (1977)、ニンバス 7 (1978) による多重チャンネル・マイクロ波放射計 (SMMR：Scanning Multichannel Microwave Radiometer) 探査を用いて信頼置ける計測ができるようになった。正確で頻繁にできるマイクロ波による計測は、アメリカDMSP衛星 F8の特殊マイクロ波画像センサー (SSMI：Special Sensor Microwave Imager) の打ち上げによってさらに促進した。
1979年以降の傾向は、北極では10年あたり-2.5±0.9%と減少、南極では4.2±5.6%と増加している。1948年から1999年の52年間についてのモデル研究が行われた結果 (Rothrock and Zhang、2005)、北極海の海氷量（体積）が10年につき-3%と、統計学的に重要な減少傾向を示すことが発見され、海氷の減少に対する風力と温度効果の要因は、基本的に全て気温の上昇が原因であることが示された。

## 夏の融解
北極海では、海氷の上部を覆う雪の層が6月の中旬から7月近くの間に融け始める。雪から融解した水は水路を作りながら集まり、氷の表面に池を多数作る（メルトウォーター・プール=パドル、puddle）。冬の終わり、ぶつかり合って氷脈になっているものを別にすれば一年目の氷は表面が滑らかで、初期のパドルは氷の上にできた小さなくぼみや、単純に半解けの水（雪泥）が層となって残った浅いものである。しかし夏になると、この最初の構造は固定されて窪みが深くなってゆく。これは水の反射量が15 - 40%で、普通の何も無い氷（はだか氷）の40 - 70%と比べて太陽の放射を優先的に吸収するので周囲より氷が融けやすいためである。
このパドルが深く成長し拡大するにつれ、氷原の縁やひび割れを通して融解水が海面に排出される。また、氷が最も薄い地点やパドルの最も深い場所で融解してできた孔（底なしパドルthaw holes)を通して排出されることもある。底なしパドルが開いた時、融解水は一気に流れ出る。定着氷のように水平な氷の上では、氷板表面の大部分の水が一つの底なしパドルから排出されることがある。このような孔は上空から見ると巨大な蜘蛛（パドルが体で、そこに向って流れる融解水の水路が足）のように見える。
氷の下部も表面の融解の影響を受ける。パドルの直下では氷が薄くなっており、日射の吸収率が高くなっているからである。これが底面の融解を促進し、氷の底面は上部のパドルの分布を反映して地形的なくぼみが発達する。このように、最初は滑らかだった一年氷の氷原は、夏の終わりには上面と底面ともに地形的に凹凸が発達するようになる。排出された融解水が氷の窪みの下に集まって融解水のプールを作ることがある。この水は秋に再び凍って、氷の下底部は部分的に滑らかになり、窪みではなく瘤を作ったりする。
融解水の最も重要な役割は、氷の結晶内に残っていたブライン（濃い塩分水）を、微細な孔や割れ目や水路を通して大量に放出させることにある。
フラッシング（flushing）と呼ばれるこの過程は、最も効果的で急激なブライン排出メカニズムで、一年目の氷に残ったほとんど全てのブラインを除去する。
表層の融解水の流体静力学的な状態が、ブライン除去の最初のきっかけになるが、ブラインは氷の結晶同士の隙間に貯蔵されていた濃縮した塩分水であるが、その隙間は互いに密接な孔のネットワークを作っており、それもフラッシングの過程で重要である。ブラインの量によって海氷の強度が決まるため、フラッシングのメカニズムを経て2年目の冬まで融け残った氷板は最初の冬の氷板より強度が高い。

### 一冬氷と多冬極氷
冬の間に板状軟水から成長した海氷を一冬氷、一年氷と呼び、春から秋の間に融け残った海氷が翌冬以降に成長した海氷を多冬極氷、多冬氷と呼ぶ。バルト海、オホーツク海、セントローレンス湾、ハドソン湾、ベーリング海など低緯度の海域の海氷は一年氷であり、南極の海氷も大部分が一年氷である。これに対し北極の海氷は多冬極氷の割合が多い。

## 気候上の重要性
海氷は、極域の海洋の熱バランスに重要な影響を与えている。温暖な海域をより寒冷な大気から遮断する、つまり海洋からの熱損失を減らす役割を果たしている。特に雪に覆われるとアルベドが高くなる（およそ80%）というように、吸収する日射量に影響を与える。
海氷の形成サイクルも高密度（高塩分）な底層水を形成するという面で重要である。凍結時海水に含まれている塩分を排出（ブラインの排出）するので、周囲の海水は塩分が増加させ密度を増して沈降し、南極底層水のような高密度の水塊を形成する。この高密度水の形成は熱塩循環を維持する役割を果たすため、このプロセスの正確な把握は気候モデルをより複雑にしている。
北極海にはグリーンランド海のオッデン氷舌 (Odden ice tongue) と呼ばれる、主にはす葉氷が形成される海域がある。オッデン（ノルウェー語で岬）は、冬季に東グリーンランドの海氷縁部から北緯72 - 74 °の付近で東方に向かって成長している。これは北極海から流れる非常に寒冷なヤンマイエン海流が存在するためである。ヤンマイエン海流は東グリーンランド海流の一部がこの緯度で東へ反転した流れである。前年から残っている氷が風に運ばれて南へ移動し、荒れた海域の寒冷な開放水面（海面が露出している部分）で新しくはす葉氷が形成される。この時排出される海水の塩分によって表層水の密度がより高くなり沈み込みが起こるが、その深さは時には2,500 mもしくはそれ以上深いところまで達する。この現象は、冬季に混合が起こる海洋の限られた場所で起こり、熱塩循環として知られる表層と深層の世界的な流れのシステムを駆動する。